# Wolfach
Wolfach est une ville allemande du Bade-Wurtemberg dans l'arrondissement de l'Ortenau. Elle est située en pleine Forêt-Noire sur les rives de la Kinzig.
Son maire (Bürgermeister) actuel est Thomas Geppert.

## Personnalités liées à la commune
- Thomas Dold, sportif allemand, est né à Wolfach le 10 septembre 1984.

## Jumelages
- Cavalaire-sur-Mer (France)
- Kreuzlingen (Suisse)
- Richfield (Ohio) (États-Unis)